# 仲加县
仲加县，一译宗卡县、宗高县，是柬埔寨奥多棉吉省下辖的一个县。
据1998年人口普查，此县共18,843人。